# نقاره کوت
نقاره کوت (به کوردی نه‌قاڕە کۊت)، نام یک کوه در شهر بیجار در استان کردستان است، این کوه ۲۲۱۰ متر ارتفاع دارد و از شمال تا شمال غربی شهر امتداد دارد که هر ساله در اوایل سال جدید یک نماد به صورت صلیب آتش میزنند.